# Cameron Awkward-Rich
Cameron Awkward-Rich es un poeta y académico estadounidense. 

## Carrera
Es autor del poemario Sympathetic Little Monster, finalista del Premio Literario Lambda, y de Dispatch, que ganó el Premio Editor's Choice de Lexi Rudnitsky en 2018. Además, ha publicado el libro de bolsillo Transit. Awkward-Rich obtuvo un doctorado del programa de Pensamiento y Literatura Moderna de la Universidad de Stanford y enseña estudios sobre mujeres, género y sexualidad en la Universidad de Massachusetts, Amherst. Awkward-Rich fue también uno de los oradores principales de la Conferencia Thinking Trans/Trans Thinking 2020, organizada por el Proyecto de Filosofía Trans.[cita requerida] También fue poeta destacado durante el Split This Rock Poetry Festival de 2020, una reunión en Washington D. C., organizada cada dos años en torno a temas de justicia social.

## Publicaciones

### Libros
- The Terrible We: Thinking With Trans Maladjustment. Durham and London: Duke University Press, 2022.

- Dispatch: poems. New York: Persea Books, 2019.

- Sympathetic Little Monster. Los Ángeles: Richocet Editions, 2016.

- Subject to Change: Trans Poetry & Conversation (with Joshua Jennifer Espinoza, Christopher Soto, Beyza Ozer, Kay Ulanday Barrett). Little Rock: Sibling Rivalry Press, 2017.

### Libros de bolsillo
- Transit. Gardena: Button Poetry, 2017.

### Ensayos
- "Craft Capsule: Revising the Archive".[5]

### Entrevistas
- Gow, Robin. "Trying to Feel A Part of Some Kind of 'We': A Conversation With Cameron Awkward-Rich."[6]

- Marshell, Kyla. "The Pen Ten with Cameron Awkward-Rich".[7]

### Artículos académicos
- "The Fiction of Ethnography in Charlotte Perkin Gilman's Herland." Science Fiction Studies, v43 n2 (2016): 331–350.

## Vida personal
Actualmente reside en Northampton, Massachusetts.